# Literatura română
Literatura română este literatura scrisă de autori români.  În același timp, termenul se referă la întreaga literatură scrisă în limba română. 

## Istoric

### Începuturi
Cel mai vechi document păstrat scris în limba română este o epistolă datată în 1521, trimisă de Neacșu de la Câmpulung judelui de la Brașov, Hans Benkner. 
Cultura Română a fost puternic influențată de creștinism de la începuturile sale, chiar Sfântul Apostol Andrei, Cel dintâi chemat fiind propovăduitor al Sfintei Scripturi în aceste locuri. Cu toate acestea, primele scrieri religioase apar din  Biserica Ortodoxă, aduse în țară de către slavi. De aceea, cele mai devreme efectuate traduceri ale cărților în limba română au fost textele religioase ale Bisericii Slavone ale secolului al XV-lea. Psaltirea Scheiană, Psaltirea Voronețeană, Psaltirea Hurmuzaki și Codicele Voronețean sunt texte rotacizante, a căror traducere a fost alcătuită în partea sud-vestică a țării, iar copiile au fost efectuate în Moldova.
Prima carte imprimată în România a fost o carte religioasă în slavonă, în 1508, Liturghierul lui Macarie, iar prima carte imprimată în limba română a fost Catehismul de la Sibiu („Catehismul Lutheran”) din 1544, care însă s-a pierdut. Prima tipăritură care s-a păstrat este Evangheliarul slavo-român, realizat tot de Filip Moldoveanul (Sibiu, 1551-1553). Prima tipăritură română cu litere latine este culegerea de Cântece religioase calvine din 1560 a episcopului român Pavel Tordasi. Alte traduceri grecești și slavone au fost tipărite în secolul al XVI-lea. Dosoftei, un moldovean publica în Polonia în 1673, a scris cele mai vechi poezii românești cunoscute.
Primele eforturi de a publica Biblia în limba română au început în a doua jumătate a secolului al XVI-lea, cu tipărirea în 1582 în Orăștie a Paliei de la Orăștie - o traducere a primelor cărți ale Vechiului Testament - de Diaconul Șerban (fiu al Diaconului Coresi) și Marien Diacul. Palia a fost tradusă de Episcopul Mihail Tordasi et al., iar traducerea a fost verificată pentru corectitudine, folosindu-se traducerile Bibliei existente în limba maghiară.
Totuși, întreaga Biblie a fost publicată în limba română abia la sfârșitul secolului al XVII-lea,  când călugării de la mănăstirea Snagov, de lângă București, au tradus și tipărit o biblie în română în 1688 (Biblia de la București). Această ediție are la bază traducerea Vechiului Testament facută de Nicolae Milescu între anii 1661–1668.

### Umanismul european
Umanismul european a apărut în Moldova în secolul al XVII-lea din Polonia. Cel mai important reprezentant al său, Miron Costin, a scris o cronică a istoriei Moldovei. Cronica lui Costin a fost precedată de cea a lui Grigore Ureche și urmată de cea a lui Ion Neculce. Un alt umanist a fost Dimitrie Cantemir, care a scris istorii ale Moldovei, Țării Românești și Imperiului Otoman, dar și opere de ficțiune: Divanul și Istoria ieroglifică. În Țara Românească un alt mare domnitor de cultură umanistă a fost Constantin Brâncoveanu, martirizat împreună cu fii săi de turci.

### Decăderea Imperiului Otoman șiFanarioții
Secolul al XVIII-lea în Țările Române a fost dominat de Imperiul Otoman, care a decis să nu mai numească boieri locali în postul de domnitor al Țării Românești și al Moldovei, ci negustori greci din Istanbul, numiți fanarioți.
Astfel, cultura greacă a influențat dezvoltarea literaturii române. De exemplu, unul dintre marii poeți români ai acestui secol a fost Alecu Văcărescu, care a scris cântece de dragoste în stilul poetului antic grec Anacreon. Tatăl lui, Ienăchiță, a fost și el poet, dar a scris și prima gramatică a limbi române, iar fiul său, Iancu, a fost poate unul din cei mai mari poeți ai generației sale. O comedie umană a fost dezvoltată de anecdotele lui Anton Pann, care a încercat să ilustreze puțin din spiritul și folclorul balcanic adus de otomani în țările române.
Totuși, următoarea generație de scriitori români s-a inspirat din Iluminismul european. Reprezentanți ai acestei generații au fost Gheorghe Asachi, Ion Budai Deleanu și Dinicu Golescu (cel dintâi jurnal de călătorie).

### Renașterea națională
Ideile revoluționare ale naționalismului, care se răspândeau în Europa, au fost adoptate și de români, care își doreau propriul lor stat național, dar trăiau pe teritoriul unor mari imperii străine. Mulți scriitori români ai vremii făceau parte din mișcarea națională și au participat la revoluțiile din anii 1821 și 1848. Originea românilor a constituit un subiect de discuție, și în Transilvania, a apărut o mișcare latinistă, Școala Ardeleană, producând studii filologice despre originea romanică a limbii române și deschizând școli în limba română.
Românii care au studiat în Franța, Italia și Germania, au adus cultura franceză și filosofia germană în literatura română modernă, reducând influențele grecești și  orientale de-a lungul timpului. În Țara Românească, o figură importantă a fost Ion Heliade Rădulescu, care a fondat prima publicație în limba română și Societatea Filarmonică, societate care mai târziu a înființat Teatrul Național București.
Nicolae Bălcescu dă primul model de monografie istorică, Alecu Russo creează poemul patriotic în proză iar Dimitrie Bolintineanu legenda istorică. Se pun bazele romanului românesc prin: Dimitrie Bolintineanu, Pantazi Ghica, V.A. Urechia. Nicolae Filimon scrie primul roman realist românesc, B.P. Hasdeu afirmă drama romantică în versuri, Alexandru Odobescu nuvela istorică și eseul.
Cei mai importanți scriitori ai celei de-a doua jumătăți a secolului au fost Vasile Alecsandri și mai târziu Mihai Eminescu. Alecsandri a fost un scriitor prolific, care a contribuit la literatura română cu poezie, proză, câteva piese de teatru și colecții de folclor românesc. Eminescu este considerat de majoritatea criticilor ca cel mai important și mai influent poet român. Poezia sa lirică avea rădăcinile în tradițiile românești, dar a fost influențată de filosofia germană și de tradițiile hinduse.
Cercul literar Junimea al lui Titu Maiorescu, fondat în 1863 și frecventat de mulți scriitori români, a jucat un rol important în literatura română. Mulți scriitori valoroși, inclusiv Ion Luca Caragiale, care a scris unele din cele mai bune comedii românești, povestitorul Ion Creangă și Barbu Ștefănescu Delavrancea, și-au publicat lucrările în această perioadă. Astfel au coexistat curente literare diverse, de la Romantism, la Poporanism sau chiar Sămănătorism.

### Literatura interbelică
După înfaptuirea unității naționale în 1918, în literatura română a debutat ceea ce se poate numi o adevărată epocă de aur, caracterizată prin dezvoltarea romanului. Societatea tradițională și recentele evenimente politice au influențat opere precum Răscoala lui Liviu Rebreanu publicată în 1932 și inspirată de revolta țărănească din 1907 și Pădurea Spânzuraților publicată în 1922 și inspirată de participarea României la Primul Război Mondial. Începuturile romanului modern pot fi observate în proza unor scriitori precum Hortensia Papadat Bengescu (Concert din muzică de Bach), Camil Petrescu (Ultima noapte de dragoste, întâia noapte de război). George Călinescu reprezintă o altă personalitate complexă a literaturii românești: romancier, dramaturg, poet, istoric și critic literar, eseist, jurnalist. A publicat monografii consacrate lui Eminescu, Creangă, precum și o monumentală Istorie a literaturii române de la origini pâna în prezent (1941, aproape 1000 pagini in quatro).
Un important scriitor realist a fost Mihail Sadoveanu, care a scris mai ales romane a căror acțiune se desfășoară în diferite perioade ale istoriei Moldovei. Dar poate cei mai importanți autori ai acestei perioade au fost Tudor Arghezi, Lucian Blaga, Mircea Eliade, Ion Barbu și George Bacovia. Tudor Arghezi a revoluționat poezia la 50 de ani după Eminescu, creând noi baze pentru poezia română modernă. Lucian Blaga, una din cele mai mari personalități artistice, a dezvoltat prin scrierile sale un sistem filosofic complex, încă neînțeles suficient. Mircea Eliade este astăzi considerat cel mai mare istoric în domeniul religiilor. Romanele lui dezvăluiesc un simbolism mistic, de factură pre-creștină, păgînă.
Născut în România, Tristan Tzara, un poet și eseist francez, este fondatorul dadaismului, o mișcare revoluționară nihilistă din artă. Mai târziu, el a abandonat nihilismul pentru suprarealism și marxism. S-a stabilit la Zürich unde a fondat Cabaret Voltaire. Pentru prima oară în istoria ei, cultura română era complet conectată la cultura occidentală, în timp ce dadaismul este primul curent artistic și literar mondial inițiat de un român. Dadaismul și suprarealismul sunt componente fundamentale ale avangardismului, cea mai revoluționară formă de modernism. Avangardiștii români sunt reprezentați de: Urmuz, Tristan Tzara, H. Bonciu, Grigore Cugler, Benjamin Fundoianu, Liviu Deleanu, Aurel Baranga, Gellu Naum, Ilarie Voronca, Ion Vinea.
În perioada interbelică a existat și o literatură proletară, ce punea accent pe condiția clasei muncitoare, promovând justiția socială. Reprezentanții ei sunt, printre alții: Panait Istrati, Geo Bogza, Emilian Bucov, Andrei Lupan, George Ivașcu, Teodor Nencev, Vladimir Cavarnali, Zaharia Stancu.

#### Marii scriitori interbelici
- Tudor Arghezi
- George Bacovia
- Lucian Blaga
- Mircea Eliade
- Ion Barbu
- Vasile Voiculescu
- Camil Petrescu
- Cezar Petrescu
- Ion Marin Sadoveanu
- Mateiu Caragiale
- Ion Pillat
- Ion Vinea
- Mihail Sadoveanu
- Liviu Rebreanu
- Hortensia Papadat/Bengescu
- G. Călinescu

### Perioada comunistă
Marin Preda este adesea considerat cel mai important romancier român de după al doilea război mondial. Romanul său, Moromeții, descrie viața și dificultățile unei familii obișnuite de țărani din Câmpia Română din România de dinainte de război și, mai târziu, din perioada de început a comunismului în România. Cea mai importantă carte a sa rămâne, însă, Cel mai iubit dintre pământeni, o crudă descriere a societății comuniste. Alți prozatori importanți, unii activi și în perioada postdecembristă ar fi: DR Popescu, Nicolae Breban, George Bălăiță, Constantin Țoiu, Maria-Luiza Cristescu, Mircea Horia Simionescu s.a. Unii din cei mai importanți poeți ai perioadei sunt Adrian Păunescu, Nichita Stănescu, Marin Sorescu, Ana Blandiana.

### Diaspora
În afara țării, Eugen Ionescu este unul din cei mai de seamă dramaturgi ai teatrului absurd. Dincolo de ridiculizarea celor mai banale situații, piesele lui Ionesco prezintă în mod tangibil singurătatea oamenilor și insignifianța existenței individului. În același timp, Emil Cioran a fost un strălucit filosof și scriitor. Amândoi și-au scris operele majore în limba franceză, fapt pentru care istoriile literare românești nu le dedică secțiuni speciale, ocupându-se în special de operele de debut. O excepție este Mircea Eliade care scrie și în limba română (excepție făcând lucrările științifice, de istoria religiilor și filosofia miturilor). În 2009, Premiul Nobel pentru Literatură i-a fost acordat scriitoarei germane, orginare din Banat, Herta Müller.

### Literatura contemporană
- Gabriela Adameșteanu
- Ștefan Agopian
- Mihai-Andrei Aldea
- Radu Aldulescu
- Simona Antonescu
- Flavius Ardelean
- Linda Maria Baros
- Ștefan Baștovoi
- Ana Blandiana
- Lavinia Braniște
- Nicolae Breban
- Iulian Bocai
- Augustin Buzura
- Mircea Cărtărescu
- Camelia Cavadia
- Petru Cimpoeșu
- Dan Coman
- George Cornilă
- Oliviu Crâznic
- Dumitru Crudu
- Traian T. Coșovei
- Gheorghe Crăciun
- George Cușnarencu
- George C. Dumitru
- Ioan Flora
- Filip Florian
- Cristian Fulaș
- Angela Furtună
- Emilian Galaicu-Păun
- Tudor Ganea
- Dumitru Găleșanu
- Radu Găvan
- Radu Pavel Gheo
- Mugur Grosu
- Ioan Groșan
- Costi Gurgu
- Marius Ianuș
- Florin Iaru
- Nicolae Iliescu
- Florin Irimia
- Ion Iovan
- Nora Iuga
- Radu Jörgensen
- Claudiu Komartin
- Florin Lăzărescu
- Ion Bogdan Lefter
- George Lixandru
- Dan Lungu
- Norman Manea
- Angela Marinescu
- Marin Mălaicu-Hondrari
- Ileana Mălăncioiu
- Gabriela Melinescu
- Dan C. Mihăilescu
- Marin Mincu
- Florica Mitroi
- Herta Müller
- Ion Mureșan
- Mircea Nedelciu
- Bogdan Răileanu
- Doina Ruști
- Radu Negrescu-Suțu
- Ana-Maria Negrilă
- Dora Pavel
- Petruț Pârvescu
- Ioana Pârvulescu
- Cosmin Perța
- Marta Petreu
- Simona Popescu
- Sorin Preda
- Mircea Pricăjan
- Liviu Radu
- Ion Raduț
- Tudor Dumitru Savu
- Nicolae Silade
- Dan Sociu
- Octavian Soviany
- Dan Stanca
- Costel Stancu
- Bogdan-Alexandru Stănescu
- Ion Stratan
- Bogdan Suceavă
- Grigore Șoitu
- Cecilia Ștefănescu
- Gabriela Schuster
- Livia Ana Tătaru
- Cristian Teodorescu
- Lucian Dan Teodorovici
- Dumitru Țepeneag
- Mircea Țuglea
- Radu Ulmeanu
- Radu Vancu
- Matei Vișniec
- Călin Vlasie